# Свобода (Інсарський район)
Свобо́да (рос. Свобода, ерз. Свобода) — селище у складі Інсарського району Мордовії, Росія. Входить до складу Русько-Пайовського сільського поселення.
Населення — 1 особа (2010; 9 у 2002).
Національний склад станом на 2002 рік:
- мордва — 100 %